# Anabarsky (huyện)
Huyện Anabarsky (tiếng Nga: ? райо́н) là một huyện hành chính tự quản (raion), của Cộng hòa Sakha, Nga. Huyện có diện tích 53854 km². Trung tâm của huyện đóng ở Saskilach.